# Přemysl l'Aratore

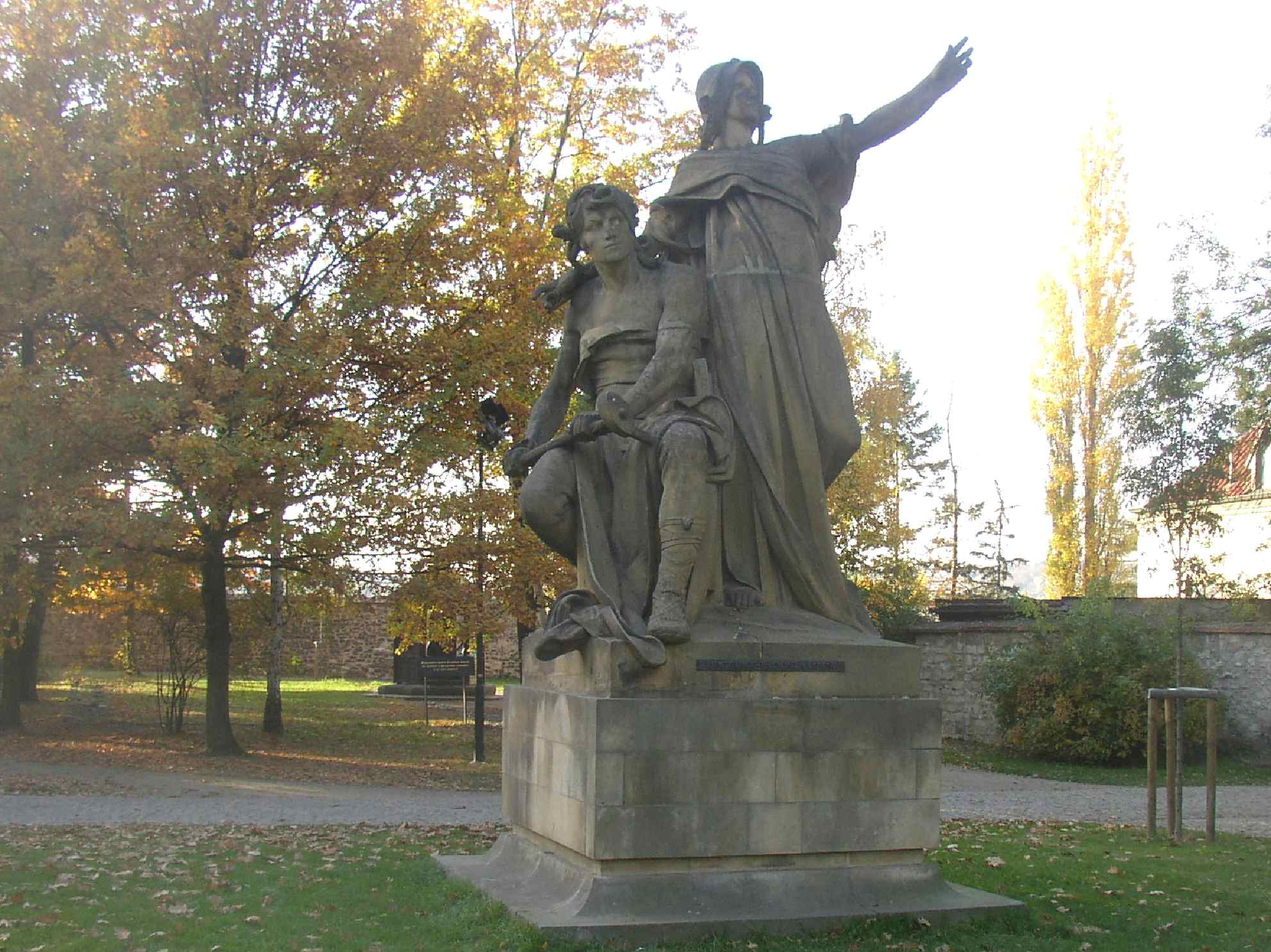
Libuše e Přemysl (1881–1890) di Josef Václav Myslbek

Přemysl l'Aratore o Přemysl il contadino (in ceco Přemysl Oráč) fu un sovrano leggendario, marito di Libuše e capostipite della dinastia dei Přemyslidi, la linea di principi (duchi) e re che regnarono nelle terre della corona boema dall'873 o prima fino all'omicidio di Venceslao III di Boemia nel 1306.

## Leggenda
Secondo una leggenda, Přemysl era un contadino libero del villaggio di Stadice che attirò l'attenzione di Libuše, figlia di un certo Krok, che governava gran parte della Boemia. Libuše succedette a suo padre, e dato che i suoi consiglieri le avevano chiesto di sposarsi ma Přemysl non era un nobile, ella raccontò una visione in cui avrebbero seguito un cavallo selvaggio e lo avrebbero seguito per trovare il suo futuro marito, facendo apparire il tutto come se fosse la volontà del fato e non il suo desiderio. Esistono due versioni della leggenda, una in cui devono trovare un uomo che ara un campo con un sandalo rotto e un altro in cui l'uomo sarebbe stato seduto all'ombra di un singolo albero, mangiando da un tavolo di ferro (il suo aratro). I consiglieri fecero quello che Libuše aveva ordinato e trovarono Přemysl esattamente come predetto.
Přemysl sposò Libuše, la fondatrice - secondo la tradizione - di Praga e divenne principe dei cechi boemi. Tuttavia, secondo le leggende, poiché lo trovarono prima che avesse finito di arare il campo, la carestia fu anticipata e colpì quelle terre. Si dice anche che abbia piantato il suo bastone di legno di nocciolo nel terreno prima di andarsene e da esso nacquero poi tre germogli, due dei quali morirono mentre il terzo continuò a crescere; questo era un presagio che i suoi primi due figli avuti da Libuše, Radobyl e Lidomir, sarebbero morti, ma il loro terzo figlio, Nezamysl, avrebbe vissuto e continuato la dinastia dei Přemyslidi. La leggenda narra che l'albero continuò a crescere e gli abitanti della città vicina ricevettero l'esenzione dalle tasse, tranne che una quantità di nocciole ogni anno, una tradizione che continuò nel regno di Carlo IV, imperatore del Sacro Romano Impero, da cui Papa Pio II sostenne di aver visto una carta che rinnovava l'esenzione.
Si dice anche che, quando fu trovato, si tolse le scarpe di corteccia da contadino prima di indossare la veste reale ma ordinò ai consiglieri di portare le scarpe con loro e tenerle come promemoria per la gente del fatto che un contadino era salito al grado più alto, e ai suoi successori di essere umili e ricordare la loro origine e difendere i contadini. Si diceva che l'usanza di esibire un paio di scarpe di corteccia all'incoronazione dei re di Boemia sia continuata per tutta la dinastia dei Přemyslidi.
La stirpe dei Přemyslidi si estinse nella linea maschile quando Venceslao III morì, ma attraverso le femmine il titolo di Boemia passò dai Přemyslidi alla Casata di Lussemburgo e in seguito alle casate degli Jagelloni, degli Asburgo e degli Asburgo-Lorena.

## Tradizioni letterarie medievali
La prima opera che cita la storia di Přemysl e Libuše potrebbe essere la cosiddetta Kristiánova legenda (titolo latino: Vita et passio sancti Vencaslai et sanctae Ludmilae aviae eius) della fine del X secolo, ma alcuni storici considerano questa leggenda come un falso del XII o XIII secolo. La leggenda è ulteriormente descritta nella Chronica Boemorum di Cosma Praghese scritto tra il 1119 e il 1125, il Diffundente sole del tardo XII secolo e la Cronaca di Dalimil dell'inizio del XIV secolo.
Diverse volte la leggenda fu menzionata durante il regno di re ed imperatore Carlo IV nel tardo XIV secolo. Ad es., la cosiddetta Nuova Cronaca di Boemia di Přibík Pulkava e nella cronaca compilata da Giovanni de' Marignolli.

## Arte
Oltre ad apparire in opere dedicate a Libuše, Přemysl è anche il soggetto degli scritti di Václav Hájek z Libočan pubblicati nel 1541, di una ballata del 1779 di Johann Gottfried Herder, di fiabe di Johann Karl August Musäus e dell'opera di Clemens Brentano del 1815 Gründung Prags.